# Carex austroamericana
Carex austroamericana är en halvgräsart som beskrevs av Gerald A. Wheeler. Carex austroamericana ingår i släktet starrar, och familjen halvgräs. Inga underarter finns listade i Catalogue of Life.